# Pierre Brossolette
Pierre Brossolette, nacido en París el 25 de junio de 1903 y muerto bajo la tortura de la Gestapo el 22 de marzo de 1944 en París, fue un periodista y político socialista francés que participó activamente en la Resistencia francesa durante la Segunda Guerra Mundial, en la que tuvo un papel destacado al contribuir decisivamente a su unificación en torno de la Francia Libre y el general Charles de Gaulle.

## Sus primeros años
Nacido en París, en una familia de tradición política ligada al Partido Radical, efectúa en la misma ciudad sus estudios, concretamente en el Lycée Janson de Sailly de París y en la Escuela Normal Superior de París, donde se matricula en 1922. Ejerció como profesor adjunto con el también posterior miembro de la Resistencia y destacado político francés Georges Bidault.
En otro orden de cosas más personal, contrajo matrimonio en 1926 con Gilberte Bruel, más conocida posteriormente por su apellido de casada, Gilberte Brossolette, que participó igualmente en la Resistencia y en la vida política de la Francia de la posguerra.
En 1929 pasó a militar en la Sección Francesa de la Internacional Obrera (SFIO), nombre adoptado por el partido socialista en Francia. Allí, aunque inicialmente se adhirió a las ideas pacifistas de Aristide Briand, posteriormente, a medida que era consciente de las amenazas para el futuro que suponía el nazismo de la Alemania nazi, sus ideas evolucionaron hacia posiciones mucho menos antimilitaristas.
También militó en la Ligue française pour la défense des droits de l'homme et du citoyen (Liga francesa para la defensa de los derechos del hombre y del ciudadano), en la Liga internacional contra el antisemitismo y en la masonería.
A principios de los 30 del siglo XX fue jefe de gabinete del ministro de Colonias François Piétri.
Por otra parte, en 1936 fue candidato en las elecciones parlamentarias por el departamento del Aube, no obteniendo escaño.
Profesionalmente, ejerció como periodista en diversos diarios y revistas, entre los que se pueden citar L'Europe nouvelle, Le Quotidien, Le Progrès civique, Les Primaires, Notre temps, Excelsior, Marianne o La Terre Libre, sin olvidar Le Populaire, el órgano de la SFIO. También trabajó en la radio, en concreto en Radio-PTT, emisora de la que fue despedido en enero de 1939 por oponerse en una emisión radiada a los acuerdos de Múnich que entregaron Checoslovaquia en bandeja al Tercer Reich, con el acuerdo y aprobación de Francia y el Reino Unido, representados por Édouard Daladier y Neville Chamberlain. Había sido nombrado para el cargo por el propio Léon Blum.

## Guerra y Resistencia francesa
Es durante este período de la Segunda Guerra Mundial, especialmente en los años de su lucha en la Resistencia francesa, cuando la figura de Pierre Brossolette adquiere la relevancia con la que posteriormente su nombre ha pasado a la Historia de Francia.

### La guerra
Al desencadenarse la Segunda Guerra Mundial, Pierre Brossolette se unió al Ejército francés el 23 de agosto de 1939 tras ser movilizado, con el grado de teniente primero, para ser poco después ascendido a capitán, justo antes de la derrota de Francia por la Wehrmacht. Estuvo destinado en el 5º Regimiento de Infantería, y recibió la Croix de guerre 1939-1945 por sus actos durante la retirada de su unidad en la batalla de Francia.

### La Resistencia
Con la firma del Armisticio del 22 de junio de 1940 y la instauración del régimen colaboracionista de Vichy, Pierre Brossolette se declaró hostil al mismo, uniéndose a los primeros grupos difusos de la Resistencia francesa, en concreto al grupo articulado en torno al Musée de l'Homme, para rápidamente participar en la constitución, en la Francia ocupada por la Alemania nazi, de los grupos de resistencia Libération-Nord y Organisation civile et militaire, uno de los ocho grandes grupos de resistencia miembros del Consejo Nacional de la Resistencia (CNR).
Poco después, se unió al Comité d'action socialiste, convirtiéndose inmediatamente en uno de los líderes del grupo. Cuando el Gobierno colaboracionista del mariscal Philippe Pétain le prohibió dedicarse a la enseñanza debido a sus ideas políticas, Pierre y su esposa abrieron una librería en París, en la calle de la Pompe, que sirvió como lugar de encuentro y como buzón a la Resistencia.
En abril de 1942, Brossolette se desplazó clandestinamente hasta Londres para mantener una entrevista con el general Charles de Gaulle, cabeza visible de la Francia Libre desde su Llamamiento del 18 de junio de 1940. Desde ese momento, pasó a colaborar con el Bureau Central de Renseignements et d'Action (BCRA, los servicios secretos de la Francia Libre) y con el Special Operations Executive (SOE, los servicios secretos británicos). Para regresar a la Francia ocupada, se lanzó en paracaídas con André Dewavrin (alias coronel Passy) y con Forest Frederick Edward Yeo-Thomas, un agente británico del SOE. La misión de los tres consistía en lograr la actuación coordinada de todos los movimientos resistentes de la Francia ocupada, con independencia de su adscripción política, siendo además Pierre Brossolette el portavoz de la Resistencia parisina. El trío logró cumplir plenamente su misión de unificación de la Resistencia francesa, en torno del Consejo Nacional de la Resistencia, que aceptó además reconocer al general de De Gaulle como jefe indiscutible de la Francia Libre.
Brossolette se vio no obstante envuelto durante este período en algunas polémicas con motivo de su ideario político, especialmente con Jean Moulin y con la clase política de la Tercera República Francesa en general, que se analizan detalladamente más abajo.

### El arresto
A pesar de que en numerosas ocasiones había logrado evitar los arrestos de la Gestapo alemana y de los colaboracionistas franceses, el 3 de febrero de 1944 su suerte se había acabado.
En esa fecha fue detenido en le región de Bretaña, en las costas cercanas a la ciudad de Douarnenez, cuando había embarcado para dirigirse clandestinamente hacia el Reino Unido una vez más, en esta ocasión acompañado de Émile Bollaert, que acababa de ser nombrado nuevo jefe del Consejo Nacional de la Resistencia. La pinaza (llamada Jouet des flots) que debía llevarles hacia alta mar al encuentro de un buque británico naufragó debido al mal tiempo en la Punta de Raz; ambos jefes de la Resistencia se vieron obligados a regresar a tierra, siendo detectados por los alemanes, detenidos y enviados a una prisión en Rennes.
Aunque en un primer momento no fue identificado, quedando su identidad oculta para los alemanes, el desplazamiento hasta Rennes expresamente para ello de Misselwitz, uno de quienes seguían sus pasos, permitió que fuese plenamente identificado, tras lo que fue enviado el 19 de marzo al Cuartel General de la Gestapo en París, el número 84 de la avenida Foch. Sigue sin saberse todavía qué fue lo que realmente provocó el viaje de Misselwitz a Rennes y la identificación de Brossolette: una denuncia anónima de algún traidor infiltrado en la Resistencia; el conocimiento por los alemanes de que se preparaban algunas tentativas para su liberación, orquestadas por Forest Frederick Edward Yeo-Thomas y Agnès Humbert; o bien un correo no codificado enviado por Claude Bouchinet-Serreules y que los alemanes interceptaron en las cercanías de la frontera española; o bien el característico mechón de pelo blanco de Brossolette, que apareció oculto bajo el tinte para el pelo con que lo disimulaba.
En París, para obligarle a dar las informaciones que conocía y que eran de enorme utilidad para la Gestapo y la Alemania nazi en su lucha contra la Resistencia francesa, Pierre Brossolette fue sometido a torturas ininterrumpidamente durante dos días y medio. El día 22 de marzo, aprovechando un momento de descuido de su guardián, aunque se hallaba con las manos esposadas a su espalda se habría levantado de su silla, habría logrado abrir la ventana de la pequeña habitación de servicio en la que se hallaba y se habría arrojado al vacío, cayendo en primer lugar sobre un balcón del cuarto piso del edificio para luego caer al suelo en una de las puertas del inmueble (aunque una teoría menos plausible dice que habría caído al patio interior del edificio). Aunque seguía vivo, estaba ya moribundo, y falleció hacia las 10 de la noche del mismo día en el Hospital de la Salpêtrière de París, sin haber llegado en ningún momento a confesar o a dar informaciones a la Gestapo.
El 24 de marzo de 1944 sus restos fueron incinerados en el Cementerio de Père-Lachaise de París, conservándose (en urnas separadas) junto a los de otro resistente francés muerto el mismo día en parecidas circunstancias.

## Visión política

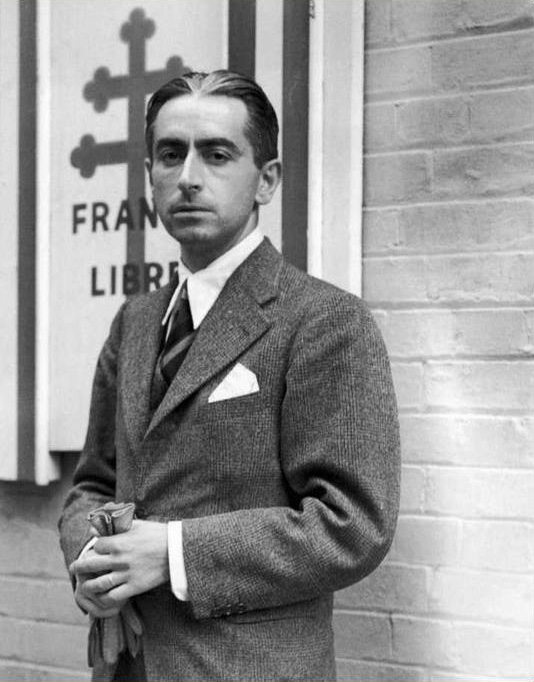
durante su estadía en Londres entre 1942 y 1944.

La visión política de Pierre Brossolette era extremadamente crítica con la clase política de la Tercera República Francesa, a la que consideraba responsable de la crítica situación del país y de la propia derrota ante la Alemania nazi. Creía no sólo que se iba a lograr la Liberación de Francia, sino que, tras la victoria, se debía proceder a una profunda renovación democrática del país, sin olvidar la creación de un gran Partido de la Resistencia que llevase a cabo una ambiciosa política de reformas sociales en la Francia de la posguerra. Curiosamente, el mismo mes de su muerte, en marzo de 1944, el Consejo Nacional de la Resistencia, que aglutinaba a toda la Resistencia francesa, aprobó un programa común muy próximo a las aspiraciones de Pierre Brossolette.
Las críticas expresadas por Brossolette respecto de la Tercera República fueron la principal causa de discrepancias con otra de las figuras notorias de la Resistencia, Jean Moulin (quien también murió a manos de la Gestapo cuando era transportado a Alemania para ser interrogado tras varias sesiones de tortura en Francia). Las críticas tuvieron también el efecto de generar cierta desconfianza respecto de su persona entre los dirigentes de los partidos políticos. Así, justo antes de su detención por la Gestapo, llegó incluso a ser expulsado de la SFIO por Gaston Defferre, decisión que no pudo ser aplicada precisamente por causa del arresto de Brossolette.
Retrospectivamente, algunos analistas creen que, si bien la Cuarta República Francesa, instaurada tras el final de la Segunda Guerra Mundial y la Liberación, pareció continuar con los modos de la Tercera, la instauración en 1958 de la Quinta República Francesa supuso la plasmación y vindicación del ideario político de Pierre Brossolette.

## Condecoraciones[2]
- Caballero de la Legión de Honor.
- Compagnon de la Libération, decreto de 17 de octubre de 1942.
- Croix de guerre 1939-1945, 2 citaciones.
- Médaille de la Résistance, con roseta.

## Homenajes

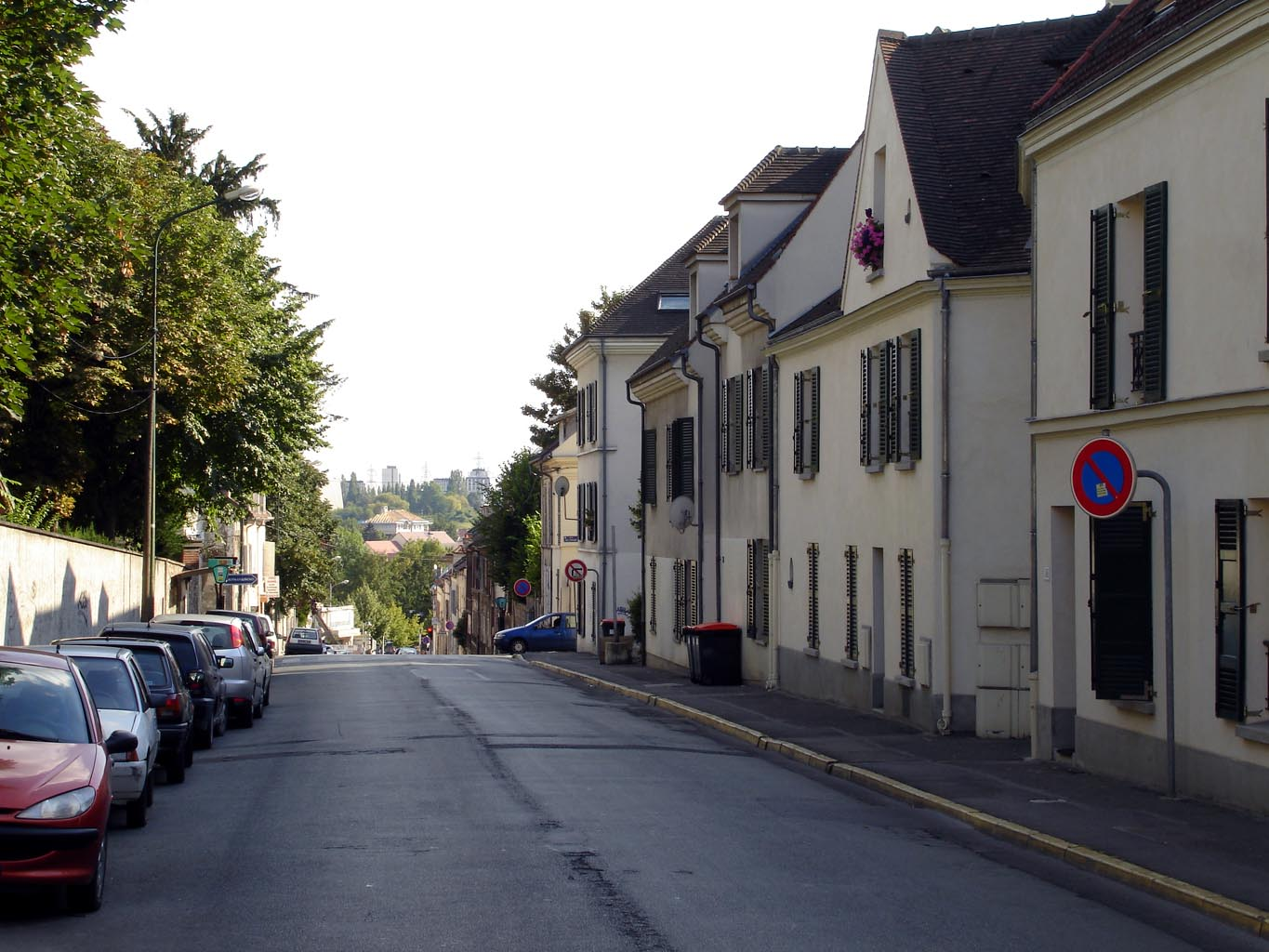
Calle Pierre Brossolette en la localidad de Sarcelles, en el departamento de Valle del Oise.

Ha sido objeto de numerosos homenajes, incluyendo la dedicatoria de centros de enseñanza y de calles en poblaciones francesas. A título de ejemplo, existe una calle que lleva su nombre en la ciudad de Levallois-Perret, a las afueras de París; otra en Sarcelles, departamento de Valle del Oise, o una plaza en la localidad de Sevran, en Sena San-Denis.